# Letni dvorec
V renesansi in zgodnjem moderni nemški arhitekturi, je letni dvorec (nemško Lustschloss, francosko maison de plaisance, angleško pleasure palace) je manjši dvorec, ki je bil zgrajen za zasebni užitek lastnika, po navadi vladarja območja, kjer se je nahajal in ga je uporabljal sezonsko kot predah od vladarskih dolžnosti in ceremonij. V Franciji je zgleden primer Château de Madrid v Bulonjskem gozdu, zlahka dosegljiv iz Pariza in Ludvik XIV. se je podobno umaknil od napornega ceremoniala v Versaillesu v njegovo Château v Marly.
Izraz letni dvorec se pogosto uporablja tudi za lovski dvorec, ki je prav tako služil kot neformalno bivališče, a je bil lov razlog umika, se je pa običajno uporabljal tudi za gostovanje vladarja in njegovo lovsko zabavo.

## Zgodovina
Na začetku renesanse je med plemstvom nastala želja po nevojaškem prebivališču in počasi so zapustili svoje stare utrjene gradove ali jih spremenili v dostojanstvene domove. V teku let je veliko plemiških družin imelo sedež na velikih posestvih. Hkrati se je spremenil tudi sodišče ceremonial. Zdaj je bil princ bolj v središču luksuznega kraljevega dvora, kar je doseglo svoj vrhunec v času absolutizma. Plemstvo se je obkrožilo z umetniki, dvorjani, odposlanci, uslužbenci in ljudmi s prošnjami. Pogosto so rezidence preplavili gosti.
Želja po večji intimnosti je privedla do gradnje letnih dvorcev, na katerega so bili povabljeni le nekateri krogi znancev. Sem so se lahko lastniki umaknili s svojo družino in sorodniki. V letnem dvorcu bi se posameznik lahko posvetil prostemu času ali užitku. Bil je predvsem prostor za zabave, ples in glasbo. Prav tako se je pogosto uporabljal za literaturo in slikarstvo. To ga loči od glavnega prebivališča, ki je bilo pogosto v bližini.
Najbolj priljubljen arhitekturni slog teh posebnih dvorcev je bil barok in rokoko, ki sta prikazovala občutek bogastva. Letni dvorec se je pogosto nahajal v čudovitem grajskem parku, predvsem pa se odlikuje po obsežni in dragoceni dekoraciji. Sobe in sprejemnice (saloni) so postali bolj intimni in bolj udobni. Pomembni umetniki iz regije so na veliko delali v takem dvorcu. Znani primeri so Grand Trianon in Petit Trianon v vrtovih Versaillesa, prej omenjeni dvorec Marly-le-Roi (Château de Marly), ali Amalienburg v parku dvorca Nymphenburg, München, Bavarska.
Ime letni dvorec se pogosto uporablja izmenično z besedo graščina, ki je splošen izraz za palače, veličasten dom ali graščino. Tudi namen letnih dvorcev se je sčasoma spremenil - nekateri so bili v preteklih letih prenovljeni in se spremenili v palače, ki so imele bolj reprezentančne naloge. Primer za to je Sanssouci, ki je bil prvotno zgrajen kot poletni dvorec, čez čas pa postal glavna rezidenca Friderika Velikega Pruskega.
Nekateri znani nemški poletni dvorci so Schloss Benrath v Düsseldorfu in Schloss Favorite, Ludwigsburg. Podobna palača v Mainzu je bila uničen med obleganjem leta 1793.